# Hans-Georg Vötter
Hans-Georg Vötter (né le 6 juillet 1901 à Leipzig, mort le 11 mai 1943 à Berlin dans la prison de Plötzensee) est un militant communiste résistant au nazisme.

## Biographie
Vötter, fils d'un plombier, apprend le métier de typographe. Il rejoint le KPD en 1920 et s'implique dans le Secours ouvrier international à partir de 1928. En 1933, il est membre de la direction du SOI dans le district de Berlin-Brandebourg et dirige le sous-district de Berlin-Friedrichshain. Au cours de l'été 1935, Vötter et d'autres membres du SOI organisent un événement au Hellsee (de) dans le Brandebourg appelant à la libération d'Ernst Thälmann, en prison depuis mars 1933 après son arrestation par les nazis. En raison de sa participation à cet événement, Vötter est arrêté en juin 1935 et condamné en décembre 1935 à cinq ans de prison pour avoir préparé une haute trahison.
Pendant que Vötter est emprisonné, un groupe de formation communiste dirigé par Werner Schaumann (de) et Karl Kunger (de) se réunit dans la maison de Vötter. Après la libération de Vötter en juillet 1940, le groupe cherche un autre lieu de rencontre, car Vötter est depuis lors sous surveillance policière. Werner Steinbrinck (de), Hildegard Jadamowitz et Joachim Franke (de) rejoignent ce cercle pendant la détention de Vötter. Ce groupe de formation donne naissance à ce que la Gestapo appellera le Groupe Franke. Vötter participe avec Steinbrink, Franke et d'autres à la rédaction de la brochure Der Ausweg. D'autres écrits sont créés avec des titres tels que Der Weg zum Sieg et le dépliant An die deutsche Ärzteschaft.
Après un incendie criminel contre l'exposition de propagande nazie Das Sowjet-Paradies le 18 mai 1942, dans lequel des membres du groupe Franke et du groupe Herbert-Baum (de) sont impliqués, des membres des deux groupes sont arrêtés en quelques jours. Le 5 février 1943, Vötter est condamné à mort par la Volksgerichtshof et exécuté dans la prison de Plötzensee en mai de la même année. Lors du même procès, son épouse Charlotte est condamnée à sept ans de prison pour préparation à la haute trahison.

## Commémoration
Le 29 novembre 2013, une Stolperstein est posée devant son ancien domicile à Berlin-Britz, Onkel-Bräsig-Straße 111, par des élèves de l'école Fritz Karsen.